# Aljassa notata
Aljassa notata là một loài nhện trong họ Anyphaenidae. Chúng được Eugen von Keyserling miêu tả năm 1881.